# Кей (округ, Оклахома)
Шаблон:StateAbbr_ 36°49′ пн. ш. 97°08′ зх. д. / 36.81° пн. ш. 97.14° зх. д.
Округ  Кей (англ. Kay County) — округ (графство) у штаті  Оклахома, США. Ідентифікатор округу 40071.

## Історія
Округ утворений 1895 року.

## Демографія
За даними перепису 
2000 року 
загальне населення округу становило 48080 осіб, зокрема міського населення було 35792, а сільського — 12288.
Серед мешканців округу чоловіків було 23263, а жінок — 24817. В окрузі було 19157 домогосподарств, 13136 родин, які мешкали в 21804 будинках.
Середній розмір родини становив 2,99.
Віковий розподіл населення поданий у таблиці:
| Стать    | До 15 років | 15-21 | 22-29 | 30-39 | 40-49 | 50-65 | 65-85 | Понад 85 |
| -------- | ----------- | ----- | ----- | ----- | ----- | ----- | ----- | -------- |
| Чоловіки | 5354        | 2521  | 1996  | 2939  | 3483  | 3658  | 3007  | 305      |
| Жінки    | 5006        | 2509  | 2001  | 3066  | 3459  | 3934  | 4006  | 836      |

## Суміжні округи
- Ковлі, Канзас — північ
- Осадж — схід
- Нобл — південь
- Гарфілд — південний захід
- Грант — захід

## Виноски
1. ↑  U.S. Decennial Census. United States Census Bureau. Архів оригіналу за 26 квітня 2015. Процитовано 21 лютого 2015.
2. ↑  Historical Census Browser. University of Virginia Library. Архів оригіналу за 30 травня 2019. Процитовано 21 лютого 2015.
3. ↑  Forstall, Richard L., ред. (27 березня 1995). Population of Counties by Decennial Census: 1900 to 1990. United States Census Bureau. Архів оригіналу за 19 лютого 2015. Процитовано 21 лютого 2015.
4. ↑  Census 2000 PHC-T-4. Ranking Tables for Counties: 1990 and 2000 (PDF). United States Census Bureau. 2 квітня 2001. Архів оригіналу (PDF) за 18 грудня 2014. Процитовано 21 лютого 2015.
5. ↑  State & County QuickFacts. United States Census Bureau. Архів оригіналу за 6 червня 2011. Процитовано 9 листопада 2013.(англ.) Наведено за англійською вікіпедією.
6. ↑  American FactFinder. Бюро перепису населення США. Архів оригіналу за 29 липня 2011. Процитовано 31 січня 2008.

| США | Це незавершена стаття з географії США. Ви можете допомогти проєкту, виправивши або дописавши її. |